# Magnolia amazonica
Magnolia amazonica är en magnoliaväxtart som först beskrevs av Adolpho Ducke, och fick sitt nu gällande namn av Rafaël Herman Anna Govaerts. Magnolia amazonica ingår i släktet Magnolia och familjen magnoliaväxter. Inga underarter finns listade i Catalogue of Life.